# Білковий домен

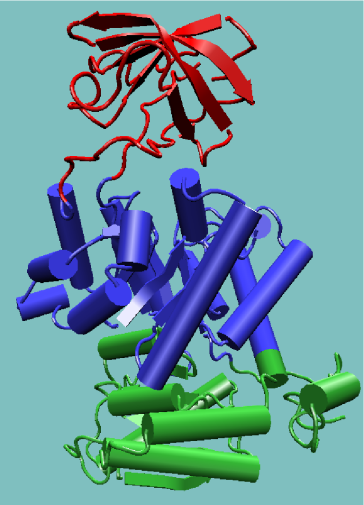
Піруватна кіназа, білок, що складається з трьох доменів (позначені різними кольорами,).

Білковий домен — елемент третинної структури білків (або «надвторинної», бо є проміжним станом між вторинною структурою та повною структурою білка), що є достатньо стабільною і незалежною підструктурою, тобто може самостійно функціонувати, еволюціонувати і чиє згортання часто проходить незалежно від решти частин білка. Багато доменів зустрічаються в дуже великому розмаїтті еволюційно пов'язаних білків, які можуть належати до різних функціональних родин білків. Достатньо часто їм надають окремі назви, оскільки їхня присутність безпосередньо впливає на біологічні функції, які виконує білок. Домени завдовжки від приблизно 25-40 амінокислот до 500 амінокислот. Найкоротші домени, такі як «цинкові пальці», стабілізуються іонами металу або дисульфідними містками. Домени часто мають окрему функціональність, наприклад, Ca2+-зв'язуючий домен кальмодуліну або чотири домени глобіну, з яких складений гемоглобін. Оскільки домени бувають достатньо консервативні й стабільні, за допомогою генної інженерії можна «пришити» до одного з білків домен, який належав іншому (створивши таким чином химерний білок). До складу домену зазвичай входить кілька основних елементів вторинної структури.